# Tanasi
Tanasi (ses også stavet Tanase, Tenasi, Tenassee med flere) var en af Overhill cherokesernes bebyggelser. Den lå i det nuværende Monroe County i Tennessee, USA, men stedet er i dag oversvømmet at den opdæmmede Tellico Lake.
Byen er bedst kendt for at have givet navn til staten Tennessee. Bebyggelsen var hovedbyen i cheroksernes Overhill Towns i begyndelsen af 1700-tallet og dermed det nærmeste stammen kom en hovedstad. Da stammen udpegede en formel overhøvding i 1730 flyttede "hovedstaden" til dennes hjemby, Great Tellico. 
Lige nord for Tanasi opstod senere bebyggelsen Chota, og i 1740'erne, var det Chota, som var den mest betydningsfulde af de to. Fra 1753 fungerede Chota som stammens hovedstad. De to byer var adskilt af et ikke navngivnet vandløb, og udgravninger i slutningen af 1960'erne og begyndelsen af 1970'erne har vist, at de ikke kan skelnes fra hinanden arkæologisk set. De to byer er optaget under ét i National Register of Historic Places. Ikke desto mindre var de adskilt socialt og politisk (de havde fx hver sit rådshus). 
I 1980'erne rejste Tennessee Valley Authority et monument ved søens bred, ud for det sted, hvor den nu oversvømmede by lå. Monumentet mindes byens historie, dens arv og oprindelsen til navnet Tennessee. Monumentet er placeret omkring 19 km syd for byen Vonore ved siden af Tennessee Route 455. Monumentet administreres af Eastern Band of Cherokee Indians.

## Geografi
Little Tennessee River udspringer i Appalacherne i North Carolina og løber ind i Tennessee og løber omkring 80 km gennem Blount County, Monroe County og Loudon County, før den munder ud i Tennesseefloden nær Lenoir City. I 1979 blev Tellico Dam opført og bag denne dannedes Tellico Lake, der dækker de nederste 53 km af floden. De nederste 35 km af bifloden Tellico River er også oversvømmet og en del af søen. Ud over Chota og Tanasi blev også en række andre tidligere cherokeserbopladser oversvømmet af Tellico Lake. Tanasi lå på den vestlige bred af Little Tennessee River 42 km oppe ad strømmen fra udmundingen af floden. Stedet ligger overfor et skarpt sving i floden, der kaldes Bacon's Bend. Tanasi lå på et relativt fladt område med floden på den ene side og en række høje stejle bakker på den anden. 

## Historie
Tanasi optræder første gang i historiske kilder i begyndelsen af 1700-tallet, på et tidspunkt hvor pelshandelen mellem cherokeserne og engelske kolonister havde nået et sådant omfang, at England fandt det nødvendigt at regulere den, og der derfor blev sendt agenter til en række af cherokesernes bebyggelser. Etnologen James Mooney, som indsamlede cheroksernes myter og legender nævner byen blandt cherokesernes områder i North Carolina, men nævner også at navnets betydning er ukendt. Cherokeserne kaldte selv Little Tennessee River for "Callamaco", men de europæiske pelsjægere og opdagelsesrejsende opkaldte den efter landsbyens navn. 
En af de første engelske agenter, der slog sig ned i Tanasi var Eleazar Wiggan, som cherokeserne kaldte "Gamle Kanin". Han kom til byen omkring 1711 og fungerede senere som guide for de diplomatiske udsendinge, som England sendte til stammen. 
I 1725 sendte kolonien South Carolina oberst George Chicken til Tanasi med henblik på at opnå cherokesisk assistance i kolonisternes strid med creek-stammen. Chicken skrev i sine dagbøger, at Tanasis høvding, kaldet "Tanasikrigeren", regerede over både Overhill Towns, Middle Towns og Valley Towns i området, men dette har formodentlig været en overdrivelse, da stammen på dette tidspunkt ikke anerkendte en formel overhøvding. Chicken referer en tale som Tanasikrigeren holdt, og hvor han erklærede sig villige til at støtte englænderne. Senere holdt Chicken og "Krigeren" et møde, hvor de røg på den hellige pibe og hvor "Krigeren" fortalte om nylige creek-fjendtligheder i området. To år senere besøgte oberst John Herbert Tanasi på en lignende mission, og også han holdt møde med "Krigeren" i byens rådshus. 
I 1730 kom Sir Alexander Cumings, der påstod at være udsendt af den engelske konge, George 2. til Tanasi. Det lykkedes også for ham at overtale "Krigeren" til at støtte England (nogle af stammens medlemmer havde vendt sig mere mod de franske pelsjægere og handelsmænd, der kom til området fra de franske besiddelser i Louisiana-territoriet). Som bevis for sin succes ville Cumings gerne have den såkaldte "Crown of Tanasi", som han ville have med hjem som gave til kongen. Kronen blev beskrevet som en slags paryk lavet af farvet opossumskind. Stammen var ikke villige til at udlevere hovedbeklædningen, men Cumings fik overtalt nogle af landsbyerne til at stammen burde have en fælles leder, og han brugte sin indflydelse til at få valgt høvdingen fra byen Great Tellico, Moytoy og Cumings fik endog denne kronet som stammens "kejser", selv om kun en lille del af stammen gik ind for det. Til gengæld hjalp Moytoy ham med at skaffe kronen. 
Kort efter tog Cumings tilbage til England ledsaget af Eleazar Wiggan og syv unge cherokeserkrigere, heraf tre fra Tanasi. Den ene af disse var den senere overhøvding Attacullaculla. En fætter til Attacullaculla var Oconostota (som senere afløste Attacullaculla som overhøvding), som muligvis også var med i England. Kilderne er noget uenige her, de fleste kilder mener, at det var Oconostotas bror, Clogogittah, der var med i England. 
Eftere Moytoys "kroning" i 1730 blev magten over cherokeserne i nogle år centreret omkring Great Tellico, som lå omkring 25 km sydvest for Tanasi. Senere skiftede magten igen, da Old Hop fra Tanasis naboby Chota blev overhøvding i 1753 og Chota blev hurtigt den dominerende by i området. I 1761 og 1762, blev byen besøgt at den britiske udsending Henry Timberlake, og denne kunne senere rapportere at der i Tanasi var 12 boliger og 21 krigere, mod 52 boliger og 175 krigere i Chota. Ifølge Timberlakes rapport fungerede Old Hop på dette tidspunkt som byhøvding i begge byer, mens Attacullaculla, som netop kom fra Tanasi, var stammens overhøvding. 
Byen mistede dog ikke helt sin betydning. Så sent som i 1775 var Tanasikrigeren en af de høvdinge, der underskrev en traktat med det britiske Watauga Assosciation.

## Forholdet mellem Tanasi og Chota
Forholdet mellem Tanasi og Chota har længe undret både historikere og arkæologer. Det har været foreslået at de to byer i virkeligheden var et enkelt samfund, men med to distrikter og to ledelser, et forhold som også blev fundet mellem Great Tellico og Chatuga på nogenlunde samme tidspunkt. Udgravninger i 1970 viste ingen praktiske forskelle på de ting, der blev fundet i de to byer. Ikke desto mindre blev de identificeret som to separate byer af handelsmænd og diplomater fra det 18. århundrede.

Tanasi blev omtalt allerede, da de første kolonister begyndte at rapportere om området i begyndelsen af 1700-tallet, mens Chota først optræder i historiske kilder fra omkring 1745. De kort, som John Herbert og den opdagelsesrejsende George Hunter tegnede af området i henholdsvis 1727 og 1730 viser kun Tanasi og ikke Chota. Da den engelske agent George Pawley besøgte området i 1746, mødtes han med de lokale ledere i rådshuset i Chota, hvilket tyder på, at Chota allerede da, var blevet den dominerende by. Missionæren William Richardson besøgte Overhill byerne i slutningen af 1750'erne, og han beskrev Chota og Tanasi som to byer, der var adskilt af en lille flod. Det samme ses på Timberlakes kort over området fra 1762. 

## Arkæologiske fund
I 1880'erne udførte Cyrus Thomas udgravninger af jordhøjene i Little Tennessee River dalen for Smithsonian Institute. Thomas udgravede blandt andet området, hvor Chota og Tanasi havde ligget. Han fandt 13 grave og en del genstande, hvor Tanasi oprindeligt lå. I 1939 udgravede Thomas Lewis og Madeline Kneeburg området igen for University of Tennessee. Deres mål var at fremskaffe data, som kunne sammenlignes med data fra en tidligere udgravning, som de havde udført ved Great Hiwassee. De fandt 22 grave, 982 affaldshuller (køkkenmøddinger) og resterne af en enkelt bygning. Mellem 1969 og 1974 udførte arkæologer fra University of Tennessee igen udgravninger i området, inden dette ville blive oversvømmet ved anlæggelse af Tellico Dam. To af disse udgravninger (1970 og 1972) havde specielt fokus på Tanasi.
 Der blev fundet en del genstande, som kunne dateres til den arkæiske eller meso-indianske periode (mellem 8000 og 1000 før vor tidsregning), og også en pilespids fra paleo-indiansk tid (før 8000 før vor tidsregning), men udgravningerne havde især fokus på cherokesernes periode. Arkæologerne håbede at finde ting, der kunne belyse forholdet mellem cherokeserne og indbyggerne i den tidligere mississippikultur i området (omkring 900 til 1600 efter vor tidsregning). 
Udgravningen i 1972 afslørede 191 genstande, 22 begravelser, 1005 affaldshuller og rester af seks bygninger. Desuden blev der i området fundet rester af to rådshuse, hvoraf det ene var væsentligt mindre end det andet. Det antages, at det mindste og ældste at rådshusene var Tanasis, mens det andet havde tilhørt Chota. Det er imidlertid også muligt, at det lille rådshus har tilhørt Chota, og senere er blevet afløst af det større, og at udgravningerne simpelthen ikke afdækkede rådshuset i Tanasi. I 1986 blev resterne fra de 22 begravelser overført til en ny gravhøj ved Sequoyah Museet ved Vonore, sammen med resterne fra begravelser fundet i Chota.

## Eksterne links
- Tanasis placering på Google Maps
- Great Smoky Mountains' historie Arkiveret 7. marts 2010 hos  Wayback Machine (engelsk)

35°32′55″N 84°07′57″V / 35.5486°N 84.1324°V